# Monaceio
Flavio Monaceio o Monassio (latino: Flavius Monaxius; fl. 408-420) fu un politico di alto rango dell'Impero romano d'Oriente.
Dal 17 gennaio 408 al 26 aprile 409 fu praefectus urbi di Costantinopoli. Verso la fine del suo mandato vi fu una penuria di viveri in città, e la popolazione mise a fuoco il praetorium distruggendolo e trascinato in giro per le strade cittadine.
Fu Prefetto del pretorio d'Oriente tra il 10 maggio e il 30 novembre 414 e poi una seconda volta tra il 26 agosto 416 e il 27 maggio 420. Nel 419 fu console. Quattro suoi servi si fecero monaci presso il monastero di sant'Ipazio.